# Леді Луїза Стюарт
Леді Луїза Стюарт (англ. Lady Louisa Stuart; 12 серпня 1757 — 4 серпня 1851) — британська аристократка та письменниця 18-19 століть. Вона була дочкою британського прем'єр-міністра Джона Стюарта, графа Б'юта.

## Життєпис

### Ранні роки

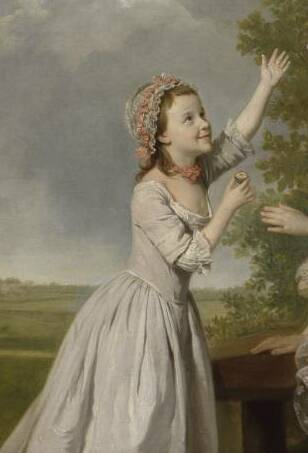
Луїза Стюарт у дитинстві з картини «Три дочки Джона, 3-го графа Б'юта» (1763-64) Йоганна Цоффані

Леді Луїза Стюарт народилась 12 серпня 1757 року в сім'ї Джона Стюарта, графа Б'юта, та його дружини Мері. Луїза була наймолодшою з одинадцяти дітей в родині Стюартів. ЇЇ матір була дочкою сера Едварда Вортлі Монтеґю та письменниці леді Мері Вортлі- Монтегю. Коли Луїза народилась, її батьки проводили багато часу в Лестер-гаузі — резиденції Принца Уельского, майбутнього короля Георга ІІІ. Батько Луїзи тоді був тьютором майбутнього короля. У 1762 році, коли Луїзі було 5 років, її батько став британським прем'єр-міністром та майже через рік пішов у відставку.
Луїза рано почала писати. Письменниця леді Мері Коук у своєму щоденнику зазначила, що, коли гостювала у Б'ютів, її розважала 10-річна Луїза, яка показала їй написаний нею початок французького роману, а також заявила, що збирається написати п'єсу, засновану на римській історії. Старші брати та сестри глузували з літературних спроб Луїзи. У листі Луїзі Клінтон, онуці генерала Генрі Клінтона, головнокомандувача британських військ у Північній Америці під час війни за незалежність США, леді Луїза писала: «я…пізнала зло бути найменшою серед братів та сестер, щодня до мене зневажливо ставились та вичитували за мої нісенітниці». Леді Луїза також згадувала, як їй казали, що вона собі втовкмачила, що була дуже схожою на свою бабусю, і так, писала Луїза, вона дізналась, що в неї була бабуся.

### Вільям Медоуз

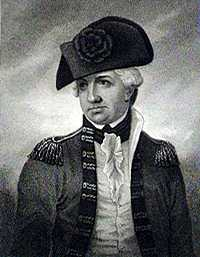
Вільям Медоуз

Біографи леді Луїзи зазначають, що у дуже ранньому віці леді Луїза закохалась у свого троюрідного брата полковника Вільяма Медоуза. Однак лорд Б'ют різко поклав край романтичним стосункам між нею та Медоузом, відмовившись схвалити їхні заручини. Б'юкен припускає, що батько Луїзи не бажав її шлюбу з Медоузом, тому що той був молодшим сином. Грем пише, що полковник Медоуз, здається, був єдиним чоловіком, який «запалив іскру кохання в грудях леді Луїзи», і, що вона була дуже засмучена, що не могла бути з ним. У 1784 році леді Луїза писала про Медоуза: «Він, здається, має той незалежний дух, який доля не може пригнітити чи піднести».
Повернувшись з американської війни, Вільям Медоуз одружився з міс Гамертон. Після його повернення леді Луїза іноді зустрічала Медоуза та його дружину. У 1793 році вона писала сестрі, що одна з таких зустрічей змусила її порівняти свій та їхній стан. Свій стан вона описувала, як «холодна похмура перспектива майбутнього», а їхній — як стан «одружених людей, веселих і щасливих у всьому, люблячих один одного». Вона також писала, що не відчуває заздрості до дружини Медоуза, зазначаючи, що та була однією з «наймиліших та найпривабливіших істот», яких вона коли-небудь бачила.
Пізніше Медоуз став генералом та губернатором Мадрасу. Він помер у 1813 році, і, відповідно до Б'юкен, його смерть дуже вразила леді Луїзу, і вона навіть носила траурний одяг та відмовлялась бачитись з будь-ким, окрім найближчих друзів.

### Лутон-Гу

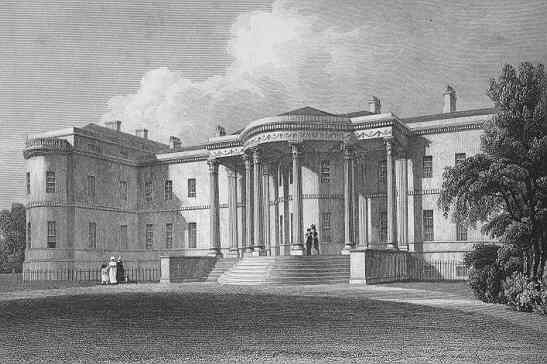
Лутон-Гу, сімейний будинок Стюартів у Бедфордширі, 1820-і роки

У 1765 році батько леді Луїзи пішов у відставку та усамітнився у сімейному сільському будинку Лутон-Гу біля Лутона, Бедфордшир, зайнявшись ботанікою. Леді Луїза проживала з батьками взимку в Лондоні, а влітку — у Лутон-Гу. На початку 1770-х років леді Луїза за тодішньою традицією була представлена суспільству графинею Б'ют, яка була бажаною фігурою в світському Лондоні.
У 1778 році, коли їй був 21 рік, її сестра та найближча подруга леді Керолайн вийшла заміж за англо-ірландського політика Джона Доусона, який пізніше став графом Портарлінґським, і поїхала до Ірландії. У тому ж році Луїза почала писати Керолайн довгі листи, з яких видно, як вона скучить за сестрою. У Лутон-Гу Стюартів часто відвідували сестра політика Вільяма Пітта-старшого Енн Пітт, леді Мері Коук, дружина шотландського аристократа та британського солдата Вільяма Керра леді Лотіан та їхня дочка Емілі Керр. У Луїзи встановились близькі дружні стосунки з Емілі Керр.

### Подорож до Йоркшира
Влітку 1778 року леді Луїза з матір'ю поїхали у подорож до Йоркшира, який здався їй дуже охайним, родючим та веселим. Там Луїза відвідала Вортлі-голл — заміський будинок її прапрадіда Едварда Монтеґю, 1-ого графа Сендвіча; та Вентвортський замок, про який вона написала, що він гарно обставлений, і, що з нього «відкривається надзвичайно гарний вид». Їй сподобались люди Йоркшира, про яких вона писала як про людей з сильним характером, «оригінальною простотою» та «ніяковою сором'язливістю», «яка робила їх дуже цікавими». ЇЇ також вразили йоркширські діти: на її думку, вони виглядали здоровішими за дітей у її краях. З її листів очевидно, що вона була в захваті від Йоркшира: «З кожним днем я все більше зачаровуюся цим краєм, і справді думаю, що я створена для нього», — писала вона сестрі.

### Американська війна
Письменниця пильно слідкувала за тодішніми новинами, зокрема, за ходом американської війни. У серпні 1778 року вона писала сестрі, що флот Річарда Гау блокувався французьким флотом д'Естена та про монмутьский бій. Однією з причин такої зацікавленості було те, що її брат Чарльз поїхав на війну, і, хоча, вона вважала, що навряд чи він вже був в Америці, тим не менш писала сестрі, що ці новини дуже її схвилювали. У жовтні 1778 року вона писала сестрі, що про мир не йшло і мови, і, що 12 полків відбували з Британії, за її припущенням, можливо до Америки. Наприкінці жовтня 1778 Стюарти отримали звістку від Чарльза, який писав, що деякі полки з Америки відправляють до Вест-Індії, однак не його полк, і що він сподівався скоро повернутись додому.
Луїза також слідкувала за ходом війни у Вест-Індії: вона із тривогою писала про вторгнення французами до Домініки, і непокоїлась про те, що така ж сама доля очікує на Гренаду. Причиною особливого занепокоєння про Гренаду було те, що дружиною губернатора Гренади Джорджа Макартні була її рідна сестра леді Джейн.

### Подорож до Шотландії
Влітку 1783 року леді Луїза поїхала у подорож до Шотландії, де відвідала своїх численних шотландських родичів. Зокрема, вона відвідала Ботвеллський замок, який хоча й здався їй загрубілим та погано доглянутим, але тим не менш, на її думку, не втратив своєї краси; Дуґласький замок, за її описом, збудований у готичному стилі з гарного білого каменю з гарними і зручними, хоча й непофарбованими та необклеєними папером та немебльованими, кімнатами. Леді Луїзі особливо сподобався Клайдський водоспад, який вона вважала найкращим, який вона бачила у житті, та який, на її думку, «у найдосконалішій формі поєднував каміння, дерево та воду».
Леді Луїза також побувала у Б'юкенені, Далкіті та Глазго, на озері Лох-Ломонд. Крім того, у Шотландії леді Луїза потоваришувала із герцогинею Баклю, яка стала її подругою на все життя.

### Генрі Дандас
У 1785 році до леді Луїзи почав залицятись Генрі Дандас, який тоді був членом Парламенту та розлученим чоловіком із дорослими дочками. Старша сестра Луїзи леді Джейн Макартні писала іншій сестрі Керолайн у травні 1785 року, що Дандас сказав її, що вважав леді Луїзу «найчарівнішою дівчиною, яку він коли-небудь бачив», а також, що він за нагоди бачився та розмовляв з нею. Леді Макартні вважала, що Дандас освідчиться Луїзі, однак сумнівалась, що та погодиться стати його дружиною. У травні 1785 року леді Луїза писала своїй сестрі Керолайн про Дандаса: «Сьогодні вранці він сміливо наполіг на тому, щоб відвідати мене під час обіду, і, таким чином, застав мене зненацька. Я не відмовила йому, як, я вважаю, я мала б зробити, і, хоча, він є батьком цих чудових жінок, він такий гарний і до того ж такий галантний, що небезпечно сприймати його як незначного чоловіка». Однак леді Луїза не заохочувала залицянь Дандаса, і скоро він припинив свої спроби.

### Граф Страффордський
Після смерті графині Страффордської у 1785 році ходили чутки про шлюб між вдівцем Вільямом Вентвортом, графом Страффордським, та леді Луїзою. Відповідно до Грема, про швидке одруження «цієї невдало підібраної пари» писала кожна газета. Грем додає, що можливий шлюб був плідною темою для розмов у лондонському суспільстві. Англійська аристократка та художниця леді Діана Боклерк спитала свою подругу: «Тож леді Луїза Стюарт збирається вийти заміж за свого прадіда, чи не так?». На що та їй відповіла: «Якщо вона зможе затримати дихання і за раз проковтнути дозу, це може допомогти. Але більшість людей будуть схильні перебити смак чимось солодким». Однак, як стверджує Грем, леді Луїза завжди сприймала графа Страффордського як «доброго, але літнього дядька», а не як потенційного нареченого. Крім того, відповідно до Грема, граф Страффордський також був проти шлюбу.

### Джон Чарльз Вільєрс
У 1787 році до леді Луїзи почав залицятись Джон Чарльз Вільєрс, який тоді був членом Парламенту. Леді Луїза писала сестрі, що Вільєрсу завжди подобалась з нею розмовляти, але цієї зими він став підкреслено уважним до неї. Вона підозрювала, що така уважність до неї була пов'язана з тим, що він вже влаштувався у житті. Графиня Б'ют заохочувала Луїзу серйозніше розглянути можливість союзу з Вільєрсом. На це Луїза відповіла, що романтичний союз без любові був поганою справою. Крім того, вона розглядала матеріальний бік такого союзу: вона вважала, що скромний дохід Вільєрса, який вона оцінювала 1500—1600 фунтів на рік, дозволить їм проживати хіба що в сільській місцевості, і унеможливить їхню присутність при дворі, оскільки, його недостатньо для двох людей, що проживають у Лондоні та мають з'являтись у дворі у вишуканому одязі. Леді Луїза писала, що могла б змиритись із скромним доходом Вільєрса, як би вона його кохала.
У квітні 1787 року леді Луїза писала, що зустріла Вільєрса на вечорі у французького посла, і, що вона навмисно поводилась легковажно і весело, та уникала будь-якої серйозної розмови з ним, оскільки вона не хотіла ані уникати, ані ображати його. Їй здалось, що він її зрозумів. У зв'язку із залицянням Вільєрса леді Луїзі «віддалено та м'яко» натякнули, що у неї було мало шансів отримати інші пропозиції, і, що життя у статусі старої діви було неприємним, і це, за її словами, змусило її задуматись про «багато духе неприємні речі». Однак, леді Луїза завершує свої міркування так: «Але якими б скромними та поганими не були мої перспективи, мій дух повстає при думці вийти заміж з таких міркувань».
Вільєрс, здається, по поведінці леді Луїзи зрозумів, що вона була несхильною до шлюбу із ним, і скоро обидва повернулись до відносин старих знайомих.

### Світське життя та подорожі (1784—1790)

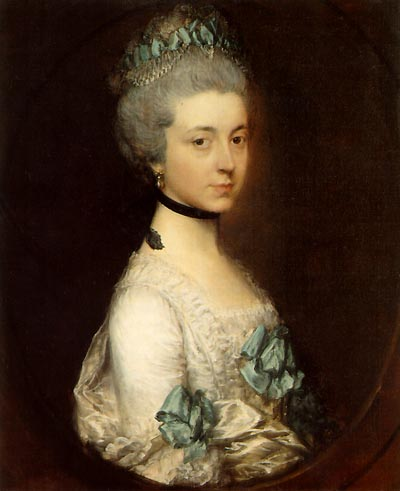
Подруга леді Луїзи Елізабет Скотт, герцогиня Баклю

У леді Луїзи було насичене світське життя. У Лондоні вона часто проводила час із шотландськими аристократами лордом Вільямом Ґордоном та його дружиною, Джоном Кером, герцогом Роксбурзьким, Вільямом Гремом, герцогом Монтрозьким, членом Парламенту Джорджем Дуґласом, англо-ірландським аристократом та політиком-торі Джеймсом Стопфордом, графом Кортаунським та його дружиною Мері, леді Френсіс Дуґлас, британським військовиком та політиком Томасом Дандасом та його дружиною Елінор. Крім того, вона бувала у Ричмонді, де проводила час із герцогом Монтеґю та його дочкою герцогинею Баклю. Леді Луїза також бувала у знаменитої Джорджіани Кавендіш, герцогині Девонширської; поетеси та художниці Марґарет Бінґем, графині Лукан. Крім того, вона відвідувала королівський двір, де була свідком урочистого надання титулів.
Леді Луїзу також можна було зустріти в компанії митців та письменників 18 століття. Письменниця Фанні Берні у листопаді 1786 писала, що зустріла леді Луїзу з її матір'ю у мисткині та поетеси Мері Делані, подруги графині Б'ют, відзначивши, що обидві жінки успадкували дотепність леді Мері Вортлі Монтегю, але не успадкували її вад.

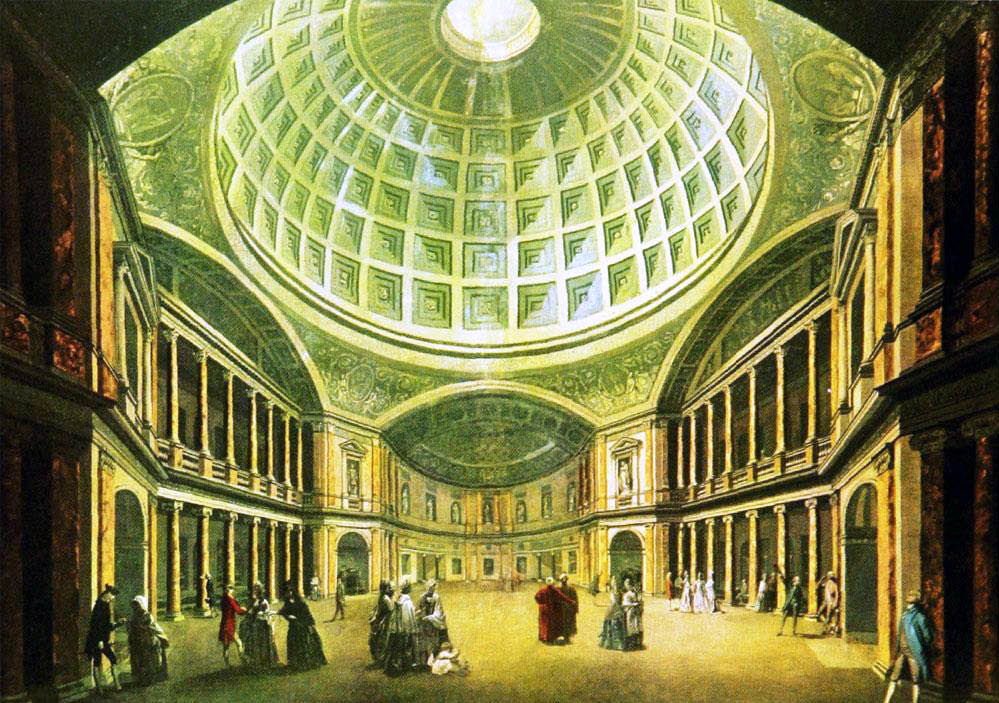
Зал лондонського Пантенону, де проводились бали

Леді Луїза бувала на інших світських зібраннях та балах, де іноді багато танцювала. У березні 1785 року вона писала сестрі Керолайн про один із балів: «Я станцювала сім танців задля фізичної активності, як і збиралась зробити, з містером Четвіндом, Е. Стаффордом і Бог його знає, з ким ще, бо я майже не питала їхніх імен, і це мені справді пішло на користь». У травні 1785 року леді Луїза писала Керолайн, що танцювала до п'ятої ранку. В деяких випадках леді Луїза віддавала перевагу ролі спостерігачки, як, наприклад, у квітні 1787 року на балу леді Елізабет, дружини графа Гоуптаунського. «Я влаштувалась в тихому куточку й сиділа там до вечері, не маючи ані жодного бажання, ані знади бути кимось, окрім спостерігачки», — писала вона. У березні 1789 року леді Луїза писала, що танці на балах із «на десяток років молодшими хлопцями» відволікають її від думок та досади, та діють на неї, як на чоловіків діють три випиті пляшки вина. Навесні 1789 року леді Луїза відвідала «білий бал» у лондонському Пантеоні, де жінки були вдягнені у білий одяг, написавши, що «одноманітність білих суконь» надала заходу «величезної пишності». Тоді ж вона відвідала королівський бал у Віндзорі, на якому, зокрема, були присутні принц Генрі, герцог Гордон та принцеса Софія Глостерська. Леді Луїза також бувала на маскарадах, на одному з яких на неї звернув увагу принц Уельський, який, за її словами, прийняв її за «даму певного роду», і вона змушена була «тихенько втекти й проковтнути язика».
Леді Луїзу також не оминула так звана «кулеманія» — надзвичайний інтерес суспільства 18-19 століть до повітряних куль. У листопаді 1784 року вона писала сестрі Керолайн, що вона провела дві з половиною години, щоб побачити, чи злетить куля Жан-П'єра Бланшара. Куля злетіла, і Луїза писала, що це було радше дивним, ніж гарним видовищем.
Леді Луїза продовжувала подорожувати. Наприкінці літа 1784 року вона знову поїхала з матір'ю до Йоркшира, де вони відвідали графа Страффордського та його дружину. Навесні 1787 року вона супроводжувала леді Б'ют у мандрівці до Бату, води якого порадив лікар графині, здоров'я якої погіршувалось. Тоді леді Луїза знаходила Бат жалюгідним з точку зору компанії. Там вона бувала на балах, на яких майже не зустрічала знайомих їй людей. У Баті леді Луїза проводила час із леді де Візі, дружиною англо-ірландського аристократа Томаса Візі, та головою англійського королівського суду лордом Менсфілдом. Леді Луїза потім часто поверталась до Бату з матір'ю, якій, за словами леді Луїзи, там ставало легше. Зокрема, вона була у Баті навесні 1787, восени 1788 року та восени 1790 року.
Теплі сезони леді Луїза почала проводити з батьками в приморському місті Гайкліфф, Дорсет. Восени 1787 року леді Луїза їздила з Гайкліффу на екскурсію до Солсбері, звідки писала сестрі, очевидно про Солсберійський собор, що там було багато бюстів та статуй, а також картин Ван Дейка. Вона також з'їздила до Лонґфордського замку, який, на її думку був одним із найзручніших великих маєтків, які вона бачила, та, в якому вона знайшла дві картини Клода Лоррена та інші «надзвичайно гарні та приємні картини». Крім того, вона побувала у містечку Вімборн-Мінстер, неподалік від якого оглянула Сент-Джайлз-Гауз, володіння графів Шефтсбері, яке їй здалося непоганим, але не дуже красивим.

### Смерть батьків

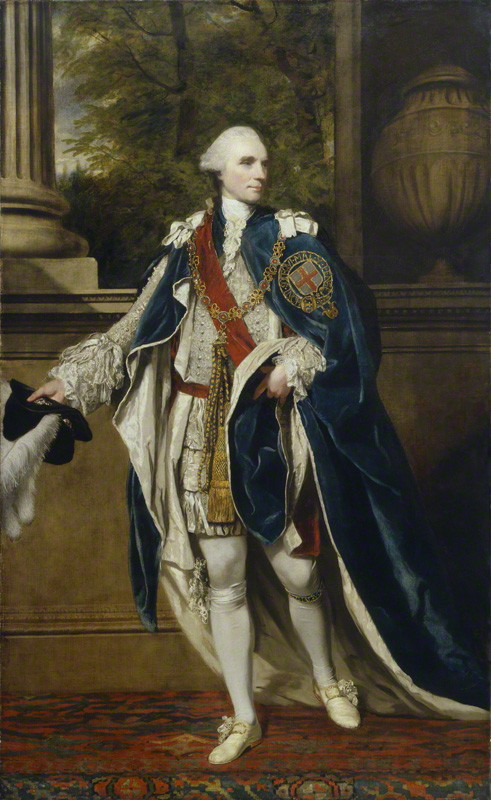
Батько леді Луїзи Джон Стюарт, 3-й граф Б'ют, портрет, написаний Джошуа Рейнольдсом

У листопаді 1790 графиня Б'ют поїхала до Бату, а граф Б'ют впав зі скелі у Гайкліффі, і хоча, висота, з якої він впав була невеликою, зважаючи на його вік, це дуже вплинуло на його здоров'я. Через два роки, 10 березня 1792 року, батько леді Луїзи помер. Тим часом здоров'я її матері також стало значно погіршуватись, і леді Луїза продовжувала відвідувати з нею Бат. Літо 1793 року леді Луїза провела з матір'ю у кентському містечку Танбридж-Веллс (зараз — Роял-Танбридж-Веллс), біля якого відвідала один із військових таборів, які розгорнули по країні у зв'язку з оголошенням Францією війни Великобританії. З Танбридж-Веллсу вона також з'їздила на екскурсію до Бейгемського абатства.

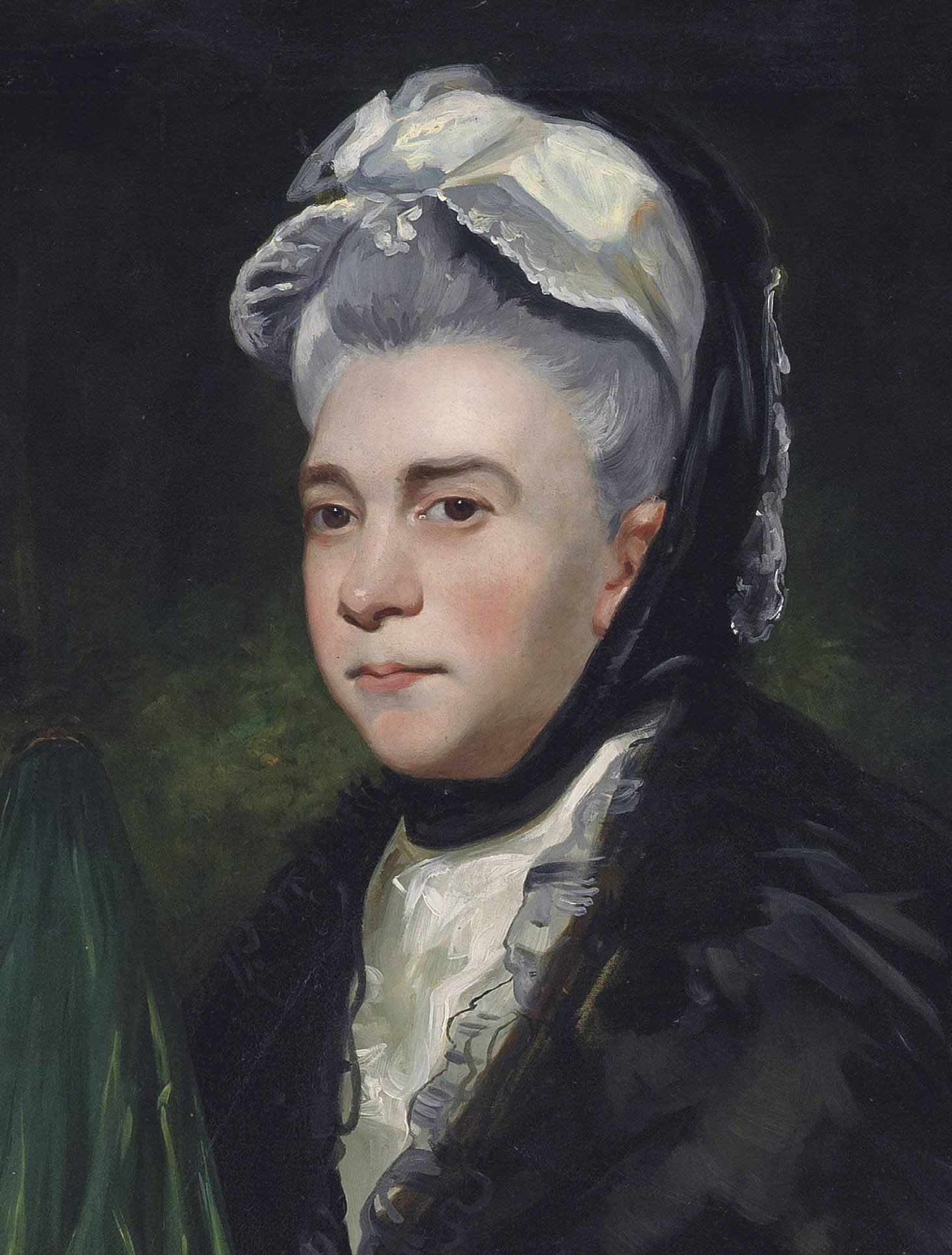
Матір леді Луїзи Мері Стюарт, графиня Б'ют, портрет, написаний Джошуа Рейнольдсом

Здається, що після смерті батька леді Луїза стала втрачати радість від світського життя. У липні 1793 року вона писала сестрі Керолайн з Роял-Танбридж-Веллсу, що той, у кого не має знайомств, більше не потрапляє у світське суспільство, і для знайомств влаштовуються вечори та інші заходи, але вона до них не належить. У серпні 1793 року Луїза писала, що дедалі більше після світських вечірок, вона часто перебуває у меланхолійному та пригніченому настрої.
Восени 1794 року здоров'я графині Б'ют продовжувало погіршуватись, і зрештою, вона померла 6 листопада 1794 року, залишивши леді Луїзі у спадок 12 000 фунтів. Леді Луїза тяжко переживала смерть матері, її брати та сестри намагались підбадьорити її. У лютому 1795 року її сестра Керолайн писала їй, що вона «повинна докласти зусиль», щоб «опанувати свої почуття» та спробувати бути щасливою, або «принаймні, задовольнитись своїм становищем».

### Ірландське повстання 1798 року
Леді Луїза пильно слідкувала за подіями в Ірландії, оскільки там жила її сестра Керолайн, чоловік якої був членом ірландського Парламенту. Війна з Францією загострила проблеми в Ірландії. До 1798 року в Ірландії накопичились як економічні, так і політичні проблеми. Економічні проблеми були результатом відсутності інвестицій, відставання у сільськогосподарській сфері, обмеження торгівлі англійськими законами і т. д. Політичні проблеми полягали в тому, що католики, які складали більшість населення, були позбавлені усіх політичних прав. В Ольстері також подавляли політичний вплив пресвітеріанського населення, хоча релігійні закони були до нього м'якіші ніж до католиків. Представники єпископальної церкви, так само як католики та пресвітеріанці, були налаштовані проти Англії. Лояльність Англії серед членів ірландського Парламенту також була сумнівною, і, часто зберігалась лише за умови, що члени Парламенту отримують винагороду за свою службу.

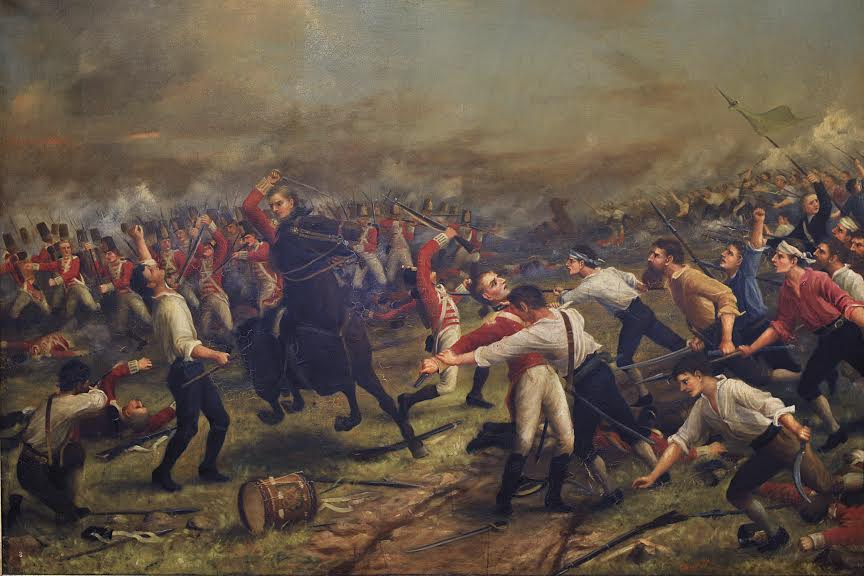
Ірландське повстання, уларт-гіллська битва 27 травня 1798

Хоча в 1770-х роках Британія дещо лібералізувала політику щодо Ірландії (католикам дозволили успадковувати майно, а також бути довгостроковими орендарями, ірландським суднам надали статус британських, ірландському Парламенту була надана повна законодавча незалежність), і це дещо покращило становище країни, фундаментальні проблеми не були вирішені. Французька революція підсилила революційну діяльність в Ірландії. У грудні 1792 року леді Луїза писала герцогині Баклю, посилаючись на свою сестру Керолайн, що, не дивлячись на жахливі історії про ситуацію в Ірландії, там все спокійно, і що, на її думку, джерелом моторошних повідомлень про Ірландію, є Франція. Після невдалої висадки французів у Південному Уельсі у 1797 році Британія почала вводити суворі заходи проти революціонерів. У лютому 1798 року леді Луїза писала герцогині Баклю, що становище Ірландії було «моторошним», що там відбувались заворушення і, були введені в дію військові закони. Вона також писала, що боїться, що висадка французів в Ірландії буде мати найгірші наслідки, зазначивши, що «дикий і невгамовний дух людей робить їх природними демократами, які не знають доктрин течії».
Зрештою, навесні 1798 року в Ірландії спалахнуло відкрите повстання, яке було придушене восени 1798 року. У липні 1798 року леді Луїза писала герцогині Баклю, що не може думати ні про що інше, ніж про повстання. Вона вважала, що придушення повстання могло б «відновити порядок та безпеку». Вона також запропонувала своїй сестрі Керолайн приїхати з Ірландії до Лондону та пожити в її будинку, і Керолайн скористалась цим запрошенням, провівши з леді Луїзою 6 тижнів. У вересні 1798 року леді Луїза писала, що володіння її зятя графа Портарлінґського не постраждало від бойових дій в Ірландії, хоча багато міст та районів в тій окрузі були майже знищені.

### Подальше життя
Після смерті матері леді Луїза оселилась в Лондоні на вулиці Ґлостер-плейс. Вона продовжувала бувати на світських зібраннях та подорожувати, відвідуючи родичів та друзів. Осінь 1799 року вона провела в Шотландії, побувавши в Далкіті, який, на її думку, став значно кращим і «так само гарним, як і англійське місто також розміру»; Арчерфілдському маєтку, розташування якого їй дуже сподобалось; Еймсфілд-гаузі, який вона назвала «погано задуманою великою будівлею з червоного каменю»; Ґосфорд-гаузі, розташованого, за її словами, у «темному, безлюдному місті» та, біля якого не було «ані чагарнику, ані палиці»; Гаддінгтоні, який вона назвала «дуже пристойним місцем» та чистим «як на шотландське місто»; та Тайнінґем-гауз, який вона назвала «гарним місцем для охоти на привида». На думку леді Луїзи, Шотландія значно змінилась на краще з часу її останнього візиту в 1783 році: набагато розповсюдженішим стало носіння взуття та панчох, по неділях у церквах — «усі чисті та пристойні», жінки шиють одяг не тільки для себе, а й для своїх чоловіків, фермери — заможні.
Весну, літо та осінь 1800 року леді Луїза також проводила у Шотландії. Вона знову побувала у Ботвеллському замку, а також Далкітському палаці; Ньютон-доні — володінні баронетів Дон, про яке вона відгукувалась, як про «надзвичайно гарне і веселе місце»; Келсо, яке їй здалось «дуже огидним та брудним» з середини; та Хоїку. Крім того, вона відвідала Камбернолд, Стерлінґський замок, Ланарк. У Шотландії леді Луїза познайомилась із письменником та драматургом Метью Грегорі Льюїсом, якого назвала «найбільш самовдоволеним фертом, серед тих, кого вона бачила поза сценою».
Влітку 1800 року, леді Луїза також відвідала Камбрію: містечко Пентріт, озеро Алсвотер, селище Паттердейл, де їй дуже сподобалось, і вона воліла б залишитись там на тиждень, Амблсайд, яке вона назвала «дуже охайним селом», біля якого був красивий водоспад. На своєму шляху вона зустріла Річарда Вотсона, єпископа Лландафського, відомого тоді своєю літературною діяльністю, і той запросив леді Луїзу на вечерю. Вона також зустріла свою давню знайому леді Діану ле Флемінґ, дружину баронета Майкла ле Флемінґа, і побувала в їхньому маєтку Райдал-Голл, який їй здався «милим, диким місцем з благородними дубами».
Леді Луїзі дуже сподобалась Камбрія та її люди, яких вона назвала «чистими, грунтовними добрими людьми» зі «справжній чесним англійським характером». Їй сподобався їхній звичай вітатись «прямими добрими словами»: «доброго дня», «гарного дня» і т. д. «У цьому є щось від стародавніх звичаїв: одна людина визнає іншу з доброзичливістю, що мені набагато приємніше, ніж їхня повага», — писала леді Луїза. З Камбрії леді Луїза зробила невеличкий тур до Ланкаширу, де відвідала озера Коністон-Вотер та Ествейт-Вотер.
У 1800 році леді Луїза успадкувала 6000 фунтів від свого дядька з батькового боку Джеймса Стюарта-Маккензі. Леді Луїза дізналась про це перебуваючи в Шотландії. Більшу частину успадкованої суми вона віддала своїй сестрі Керолайн.
Восени 1801 року леді Луїза подорожувала Англією, побувавши у Нунем-Кортні, а влітку того ж року знову поїхала до Шотландії через Озерний край. У 1802 році леді Луїза також була в Шотландії, де залишалась до зими 1803 року. Там вона познайомилась із графом д'Артуа, майбутнім французьким королем Карлом Х, його сином герцогом Беррійським, французьким військовим шевальє де Пюісеґюром, швейцарським солдатом Луї де Ролєм, французьким політиком та письменником герцогом д'Аркуром. Граф д'Артуа здався леді Луїзі чоловіком з благородними манерами, вишуканим і гідним вихованням, невимушеним і приємним у розмові. Про герцога Беррійського леді Луїза написала, що «ніхто б не побачив у ньому принца або джентльмена». Шевальє де Пюісеґюра вона назвала «дуже жвавим і веселим чоловіком», а Луї де Роля — чесним швейцарцем, якого вона часто зустрічала в різних місцях Лондона. Осінь та зиму 1804 року леді Луїза знов проводила у Шотландії. Цього разу вона відвідала Б'юкенен, Інверерійський замок та Ласс.
У 1807 році, після дволітньої перерви леді Луїза знову з'явилась при дворі, оскільки, як вона з подивом виявила, її тривалу відсутність помітили. «Годі й казати, що, окрім проблем та витрат, це виявилось для мене болем та горем», — писала вона про візит до королівського двору. У 1809 році леді Луїза писала, що побувала у дворі, де були присутні герцог Кентський та герцог Кембриджський. Леді Луїза зазначила, що в цей візит їй «було дуже шкода королеву та її дочок, але, перш за все, бідного короля».
У 1810-х роках коло близьких та друзів леді Луїзи продовжувало звужуватись. У 1813 році померли Вільям Медоуз, її близька подруга леді Ейлбері та її сестра Керолайн, графиня Портарлінґська. У 1817 році померла ще одна її близька подруга — леді Дуґлас. Водночас, в леді Луїзи з'являлись друзі серед молодшого покоління. У 1815 або у 1817 році вона познайомилась із леді Луїзою Клінтон — старшою дочкою генерала Вільяма Генрі Клінтона та онукою генерала Генрі Клінтона — головнокомандувача Британською армією в Північній Америці під час війни за незалежність США. Не дивлячись на велику різницю у віці (40 років), між жінками виникла міцна дружба, яку вони підтримували шляхом листування. Леді Луїза також продовжувала підтримувати стосунки зі своїми родичами — родинами герцога Баклю та герцога Монтеґю, часто буваючи у Діттон-Парку, де збирались родини.

### Вальтер Скотт
Леді Луїза Стюарт познайомилась із письменником Вальтером Скоттом, коли гостювала у герцога Баклю в Далкітському палаці. У 1799 році Скотт гостював у Ботвеллському замку у барона Дуґласа, з дружиною якого, леді Френсіс Дуґлас, він, так само, як і леді Луїза, він дружив. Там стосунки між Скоттом та леді Луїзою переросли у міцну дружбу, яку вони підтримували через листування. Скотт надсилав леді Луїзі свої роботи, вона ділилась своїми враженнями від них, а також повідомляла його, що про його роботи думали її оточуючі. У листопаді 1807 року вона писала йому, як їй сподобалась його поема «Марміон»: «Мушу сказати Вам про задоволення, яке я від неї отримала, і що це задоволення зростало дедалі більше, коли я знову і знову перечитувала її». Тим не менш, вона вказала на те, що одна з частин поеми, — вступна частина до третьої пісні, здалась їй слабшою за інші.
У квітні 1808 року леді Луїза писала Скотту, що, на переконання принцеси Уельскої, в Единбурзі анонімно має вийти книга з її поезією, і підозрювала, що чутки про це якимось чином пішли з її поеми «Потворна Меґ» (англ. Ugly Meg), яка була в розпорядженні Скотта. У листі леді Луїза благає Скотта спалити поему, якщо вона має хоч якісь стосунок до чуток. Скотт відповів, що, хоча й показав поему кільком «літературним друзям», він ніколи не казав, що поема належала леді Луїзі. Він також запевнив леді Луїзу, що якщо принцеса Уельська коли-небудь спитає його про поезію леді Луїзи, він «уважено і неухильно триматиметься» її заборони згадувати її ім'я у зв'язку із поезією.

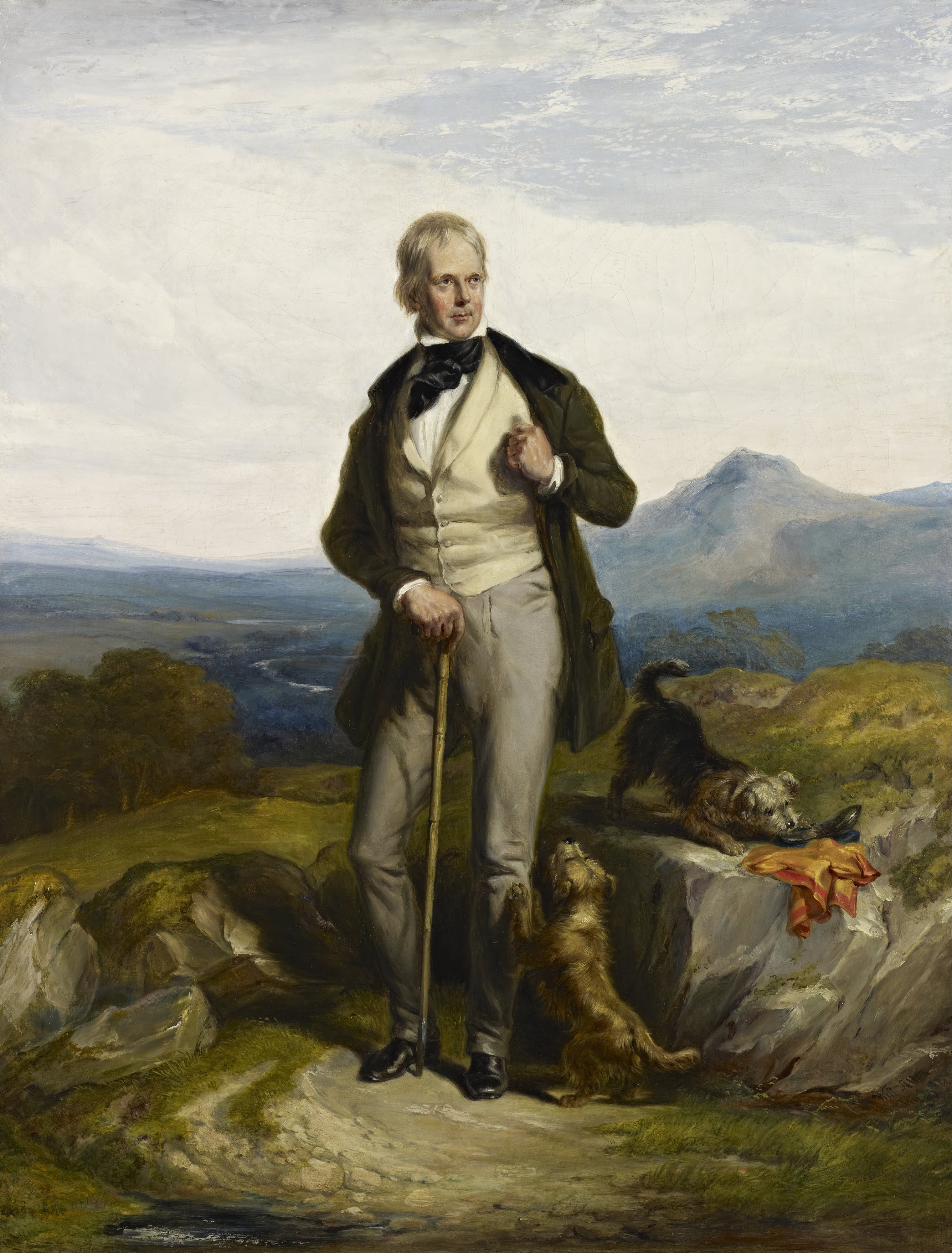
Сер Вальтер Скотт, портрет роботи Вільяма Аллана

У жовтні 1815 року леді Луїза писала Скотту про ті уривки його поеми «Поле Ватерлоо» (англ. The Field of Waterloo), які особливо її вразили: від сцени затишку в поемі до кульмінації в сьомому розділі; «чудова метафора» у розділі 13, яку вона назвала «одним із тих щасливих виразів, які одним словом заповнюють усю свідомість так, як не могли б зробити цілі сторінки»; звернення Бонапарта в поемі здалося їй «захоплюючим» від початку до кінця. Вона також зазначила, що, не дивлячись на затасканість теми Ватерлоо, йому вдалося уникнути банальності.
У 1816 році Скотт надіслав леді Луїзі копію своїх романів «Чорний карлик» (англ. The Black Dwarf) та «Шотландські пуритани» (англ. Old Mortality). Другий роман здався леді Луїзі кращим за перший, на її думку він був «найвідміннішим у всіх місцях», прокладав нові шляхи та мав свою оригінальність. Вона зізнавалась, що цей роман викликав в неї «душевну лихоманку», яка позбавила її сну. Водночас, леді Луїза зазначила, що навіть їй, яка часто й подовгу буває в Шотландії, і знайома з місцевим діалектом, багато слів були абсолютно незнайомими, і вона застерегла Скотта, що й для багатьох англійців такі слова також будуть незрозумілими. Вона припустила, що це можна виправити шляхом додавання словнику, що пояснює значення таких слів. Щодо першого роману, леді Луїза вказала Скотту на деякі невідповідності, а також зазначила, що, ані вона, ані будь-хто інший терпіти не могли міс Баксбоді та її розповіді в кінці четвертого тому, і, що було б добре, як би в наступних виданнях цих розповідей не було.
У 1817 році леді Луїза дякувала Скотту за його поему «Гарольд Безстрашний» (англ. Harold the Dauntless), відзначивши багатий матеріал поеми, а також вказавши на її улюблені уривки. Зокрема, леді Луїзі сподобалися портрети Вітікінда та Метеліла, початок другої пісні, сцена підписання хреста та відпускання палиці у п'ятій пісні, та вся сцена в Даремі.
У 1818 році леді Луїза писала Скотту, що двічі прочитала його роман «Роб Рой» (англ. Rob Roy), і, що він їй сподобався менше ніж інші його романи, такі як, «Веверлі», «Ґай Меннерінґ» (англ. Guy Mannering) та «Шотландські пуритани», однак, в «Роб Рої» їй сподобалось яскраве зображення персонажів. «Торгова» частина роману видалась їй важкою, хоча вона й визнала, що «якась частина завжди має бути такою, щоб показати те, що художники називають рельєфом». Кінець роману їй здався скупченим і таким, «ніби автор втомився і хотів якнайшвидше позбутися своїх персонажів, без жалю стукаючи їх по головах». У тому ж році леді Луїза писала Скотту про його роман «Серце Мідлотіана» (англ. The Heart of Midlothian), зокрема, що в будинку, де вона гостювала, усі виривали роман в одне одного з рук, щоб почитати, і, на її думку, це було ознакою успіху. Вона привітала Скотта з тим, що у романі йому вдалося створити ідеально гарний, і водночас, цікавий персонаж. При цьому вона не втрималась від деякої критики: її «втомили» шотландські юристи у вступній частині, а також уривки, що посилались на шотландське право. Водночас, леді Луїзі сподобалось, як Скотт зобразив у романі Джона Кемпбелла, герцога Арґайлського, задовольнивши її «сімейну упередженість». Вона також написала, що він дуже правдиво зобразив королеву Кароліну.
У 1819 році леді Луїза писала Скотту про свої враження від його «Ламмермурської нареченої» (англ. The Bride of Lammermoor) та «Легенди про Монтроза» (англ. A Legend of Montrose). У «Ламмермурській нареченій» леді Луїзі особливо сподобався образа господаря Рейвенсвуду. У «Легендах про Монтроза» в ній особливо відгукнулась ранкова пісня героїні Еннот Лайл. У 1820 році леді Луїза дуже схвально писала Скотту про його роман «Айвенго»: на її думку, роман «зорав досі неторкнуте поле», читався із сильним захопленням, а його персонажі були потужно зображені. Однак леді Луїзі не сподобалась раптова смерть Бріана де Буа-Гільбера: для неї це було занадто невдалим прийомом.
У 1822 році леді Луїза ділилась зі Скоттом про свої враження від його роману «Пірат»: він пронизаний сімейним духом, норвезькими звичаями та традиціями, пейзажами, що переміщують читача у новий світ. Вона також зазначила, що роман легко читається та постійно тримає увагу читача. Леді Луїза відзначила, що, хоча Норну, головну героїню роману звинувачують у схожості із Меґ Мерріліс — героїнею однойменної поеми англійського поета Джона Кітса, особисто їй вона більше нагадує стару католицьку бабусю Роналда Грема — персонажа Скоттового роману «Абат». Вона також дорікнула Скотту за те, що деякі персонажі «Пірату», а саме, Мінна, Бренда та Мордаунт, не розмовляють мовою часу, в якій відбувається дія роману, а також не висловлюють своїх почуттів у дусі того часу.
У 1824 році леді Луїза написала Скотту відгук про його роман «Сент-Ронанські води», зазначивши, що це був не настільки улюблений нею роман порівняно з деякими іншими романами автора. Героїня Меґ Додс, зустріч і остання сцена між Кларою та її братом здались леді Луїзі дуже реалістичними та такими, яким не має рівних. У тому ж році леді Луїза поділилась зі Скоттом враженнями від його роману «Редґонтлет»: хоча в ньому не було ані фабули, ані кохання, ані героя, окрім самого Редґонтлета, роман в неї викликав настільки сильний інтерес, що вона не могла зупинитись, коли його читала. Вона пророкувала роману великий успіх, однак, особисто їй знову не сподобались частини про шотландське право.
Вальтер Скотт, зазвичай, дякував леді Луїзі за її відгуки та спостереження, та писав про своє життя в Ебботсфорді та літературні плани. Леді Луїза також підтримувала дружні стосунки із дочкою Скотта Софією та її чоловіком Джоном Локгартом, який пізніше став біографом Скотта. Вона часто зустрічалась із Софією та Джоном у Лондоні. Смерть Скотта у 1832 році дуже її засмутила. У листі мандрівнику та досліднику Джону Морріту вона дякувала за те, що за рік до смерті Скотта він заохотив її зустрітись із ним в Лондоні, і таким чином, вона змогла «вловити останні слабкі промені його призахідного сонця».

### Останні роки
Леді Луїза опікувалась двома старшими сестрами, леді Лонсдейл та леді Макартні, які вже були похилого віку та часто хворіли. Вона продовжувала проводити час із герцогинею Баклю та листуватись з друзями та родичами. Крім того, вона продовжувала подорожувати, відвідуючи друзів та родичів, та проводити час з родинами Монтеґю та Баклю у Діттон-Парку.

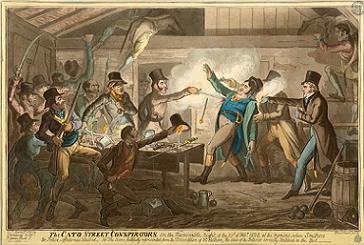
Арешт змовників на Като-стріт, 1820 р.

У листуванні з леді Луїзою Клінтон вона часто обговорювала сучасні політичні та громадські події, а також висловлювала свої політичні погляди. У лютому 1820 року вона писала леді Луїзі про змову на Като-стріт (план вбити усіх британських міністрів, включаючи прем'єр-міністра Роберта Дженкінсона), зазначивши, що коли заарештовували змовників, вона й не підозрювала, що відбувалось в її районі, а спокійно обідала зі своєю подругою леді Емілі Маклеод (до шлюбу — леді Емілі Керр). Вона висловила полегшення з приводу того, що змову було розкрито, називала змовників бандитами та підозрювала, що в них може бути збройне сховище, яке ще не знайшли. «Усе це настільки несхоже на стару Англію, що мимоволі замислюєшся, де ж ти знаходишся», — писала леді Луїза у зв'язку із розкриттям змови. Вона додала, що «одна, ймовірно, дуже поінформована особа» розповіла їй, що уряд дізнався про плани змовників за два місяці до арешту, коли ті планували вбивство міністрів під час обіду в лорда Вестморленда, однак тоді їм вдалося уникнути поліції.

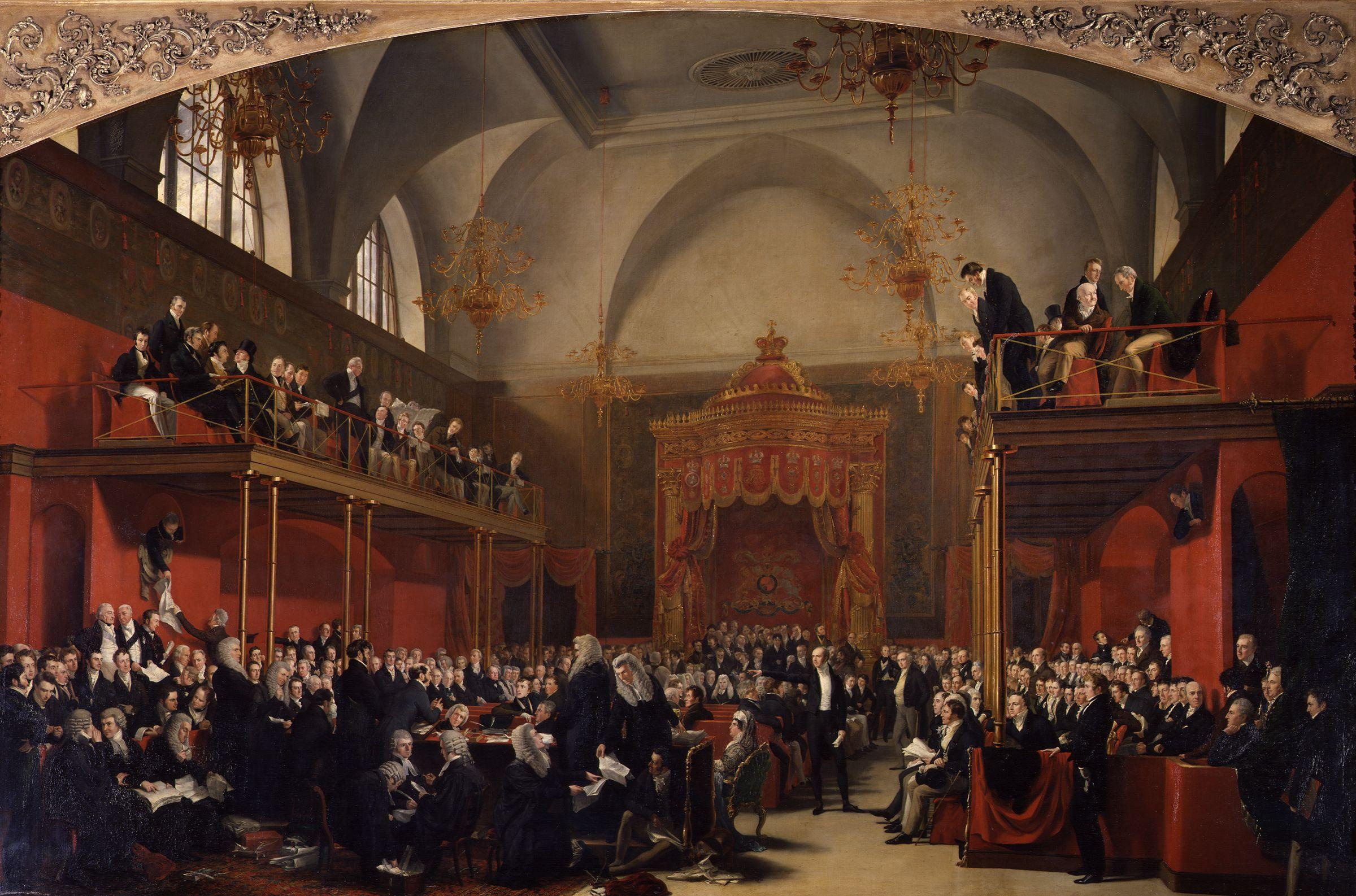
Розгляд справи королеви Кароліни, картина Джорджа Гейтера

Леді Луїза також пильно слідкувала за судом над королевою Кароліною, яку Георг IV звинувачував у подружній зраді, бажаючи офіційно розлучитись з нею. Близька знайома леді Луїзи, леді Шарлотта Ліндсі, дочка британського політика та прем'єр-міністра Фредеріка Норта, була одним із свідків на судовому розгляді. Леді Луїза писала, що, не дивлячись на те, що «натовп», деякі члени Парламенту та газети були на боці королеви, і, що королева навіть могла налаштувати проти короля королівський двір, ніхто з тих, хто виступав за неї в Парламенті, не дозволив би своїм дочкам та дружинам відвідати засідання, на якому розглядалась її справа. Леді Луїзу цікавило, хто писав від імені королеви відповіді на різні звернення. Зокрема, вона підозрювала, що це могла бути леді Морган. Леді Луїза називала абсолютною нісенітницею вимогу королеви постати перед судом присяжних, визнавала, що юристи королеви були кмітливішими за її обвинувачів, спостерігала, що підтримка королеви серед «натовпу» слабшала, а також засуджувала політиків, які змінювали свою позицію в справі. Щодо політиків вона зазначила: «Як спокійно політики, змінивши союзників, можуть застосовувати всі свої вміння, щоб перешкодити тим, на боці яких вони грали ще десять хвилин тому, і відчувати при цьому не більше сорому, ніж якби вони грали у віст….зазначені політики просто дотримуються лінії партії, а питання добра і зла їх не обходить». У жовтні 1820 року леді Луїза писала, що події розвиваються на користь королеви, і, що на місці судді вона б виправдала королеву на підставі наявних доказів.
Леді Луїза померла 4 серпня 1851 року у віці 93 років. ЇЇ поховали на лондонському цвинтарі Кенсал-Грін.

## Літературна діяльність
Більшість літературних творів леді Луїзи залишається частиною приватних колекцій, і лише деякі з них були опубліковані вже після її смерті. Леді Луїза не бажала, щоб її роботи публікувались, принаймні, під її іменем, оскільки, у той час у консервативних колах літературна діяльність жінок шляхетного походження не вважалась гідним заняттям.

### Мемуари про герцога Арґайлського
У 1827 році леді Луїза написала «Деякі розповіді про Джона, герцога Арґайлського, та його родину» (англ. Some account of John, duke of Argyll and his family) — мемуари про Джона Кемпбелла, 2-ого герцога Арґайлського, засновані в основному на спогадах її матері, леді Б'ют. Леді Луїза написала ці мемуари для письменниці леді Керолайн Люсі Скотт, яка була дочкою її подруги леді Френсіс Дуґлас та правнучкою 2-ого герцога Арґайлського. Мемуари були надруковані для приватного обігу під редакцією Джеймса Г'юма у 1863 році.
У зазначених мемуарах леді Луїза змалювала портрет не тільки герцога Арґайлського, але і його дочок — письменниці леді Мері Коук та леді Бетті Маккензі. Б'юкен називає портрет леді Мері Коук, написаний леді Луїзою, «одним з найяскравіших і найпереконливіших досліджень ексцентричності». Міллер назвав розповіді леді Луїзи про леді Мері Коук «чудовим твором», який «у комічній манері» представляє «приклад ураженої чесноти».

## Читання та вистави
Стюарт була завзятою читачкою. У липні 1778 року вона писала сестрі з Лутон-Гу про «жахливу халепу», яка трапилась у будинку, — зламався ключ від бібліотеки, а, отже, вона мала попрощатись з книжками. У серпні того ж року вона писала, що приїхав батько і привіз нового ключа, і вона сподівалась, що тепер зможе взяти деякі книги. Про бібліотеку Стюартів у Лутон-Гу дуже схвально відгукнулась мисткиня та поетеса Мері Делані, яка побувала в будинку восени 1774 року. «Я ніколи не бачила такої чудової і такої приємної бібліотеки, надзвичайно добре освітленої та благородно обставленої всім, що розвиває та розважає вчених і доброчесних людей», — писала Делані.
Леді Луїза читала Джонатана Свіфта та обговорювала його роботи з матір'ю.

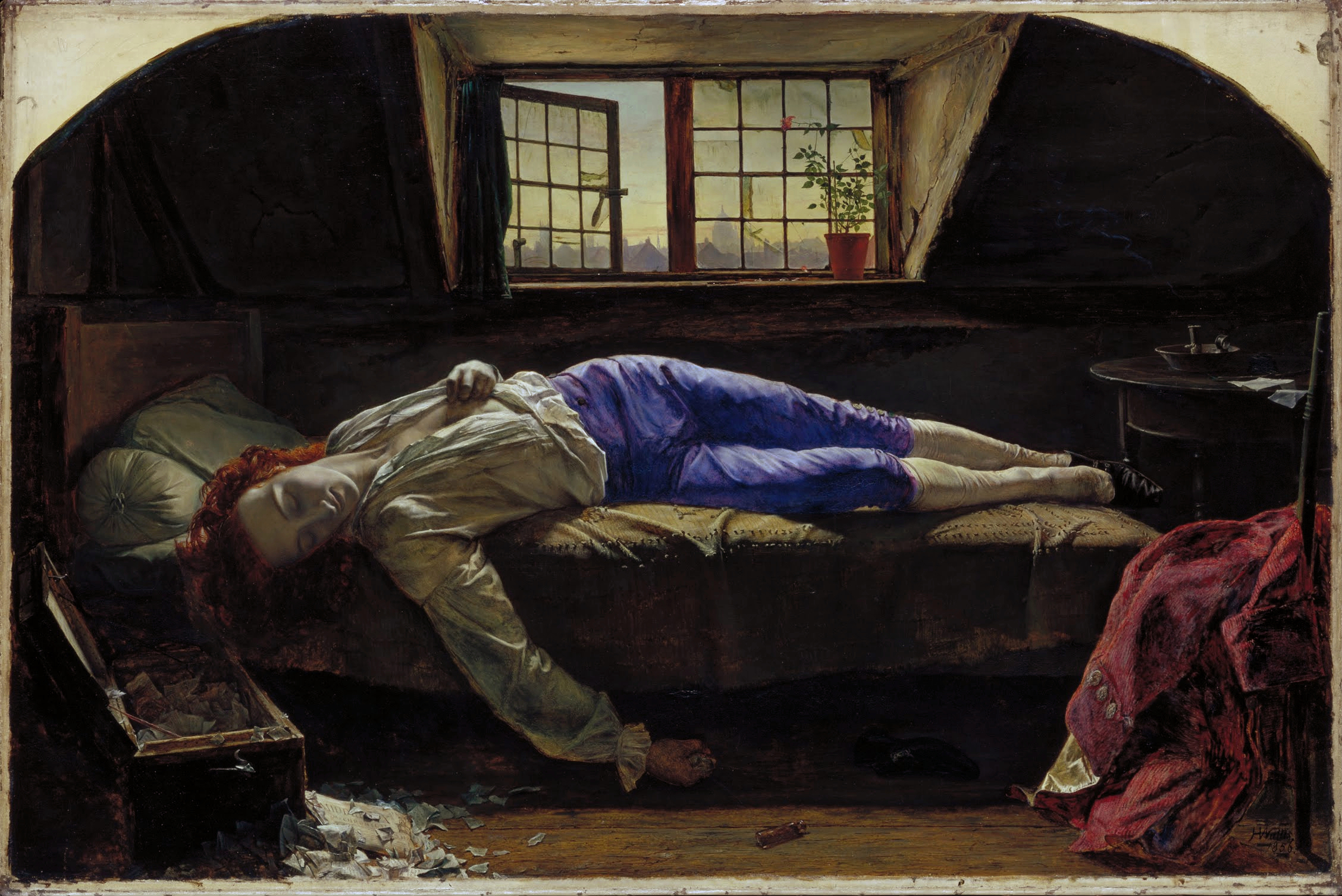
«Смерть Чаттертона», картина роботи Генрі Волліса, 1856 рік

Вона також іноді ділилась своїм враженням від прочитаного у листах. В одному з листів вона писала Керолайн, що її брат Вільям Стюарт надіслав їй поезію Томаса Чаттертона — поета, що трагічно покінчив із собою, і відповідальність за смерть якого деякі покладали на політика та письменника Гораса Волпола, який, не повіривши, що Чаттертон знайшов автентичні роботи середньовічного поета Роулі, попросив манускрипти віршів, які Чаттертон надсилав йому раніше. Леді Луїза належала до тих, хто покладав відповідальність за самогубство Чаттертона на Волпола: «Кажуть, він [Чаттертон] спочатку звернувся до пана Волпола, який вважав його самозванцем і порадив книготорговцям не купувати вірші. Я думаю, якби я була тим джентльменом, мене б трохи мучило сумління при згадці про те, що я зробила свій внесок у позбавлення світу такого надзвичайного генія, чи не так?», — писала вона сестрі. Однак творчість Чаттертона, як писала Луїза, не принесла їй задоволення.
У серпні 1778 року Луїза писала, що була зачарована «Новою Елоїзою» Жан-Жака Руссо та, що це була найцікавіша книга, яку вона читала в житті. Як вбачається з її листів, леді Луїза захоплювалась епістолярним жанром. У вересні 1778 року вона писала, як її вразив наступний абзац з листів маркізи де Віяр, письменниці та дружини французького посла при дворі іспанського короля Карла ІІ: «Нудьга палацу жахлива, і днями я сказала королеві, увійшовши до її кімнати, що здається, що її можна побачити, відчути, навіть помацати, настільки вона була цупкою». У жовтні 1778 року вона прочитала рукописи англійського дипломата та поета Метью Прайора; рукопис містив трактат про навчання, есе про думку та чотири діалоги: на думку Луїзи все було «чудово написано і з такою ж дотепністю та гумором, як і будь-які з його творів».
У листопаді 1790 року леді Луїза ділилась із герцогинею Баклю своїми враженнями від «Роздумів про Французьку революцію» Едмунда Берка. Вона писала, що, хоча вона й не схильна вивчати політику, їй дуже сподобався стиль книги, її аргументи та задум. У 1802 році леді Луїза писала з Шотландії своїй сестрі, що по вечорах у леді Френсіс Дуґлас вони почали вголос читати «Історію сера Чарльза Ґрандісона» Семюела Річардсона, зазначивши, що ніхто крім неї не читав цієї книги, і, що Річардсон, так само, як і французька письменниця Мадлен де Скюдері, вийшов з моди серед сучасної молоді.
У 1806 році леді Луїза писала герцогині Баклю про те, як їй та її подрузі леді Ейлбері, дружині графа Ейлсбері, сподобались «Листи з гір» (англ. Letters from the Mountains) шотландської письменниці Енн Ґрант. «Мені здалося, що вони чудово висловлюють думки, життєрадісно підтримують у нещасті і старанно борються з лихом; і мені особливо сподобалася відсутність будь-якого лицемірства та оплакування себе», — писала вона. У 1807 році вона радила герцогині Баклю прочитати роман французької письменниці Софі Коттен «Елізабет або сибірські вигнанці» (фр. Élisabeth ou les Exilés de Sibérie), який за її словами був заснований на історії жінки, яка прийшла пішки з Сибіру на коронацію російського імператора та благала помилувати її батька. Леді Луїза зазначила, посилаючись на французького письменника Луї Дютана, що графиня Воронцова (ймовірно, маючи на увазі Катерину Воронцову, яка пізніше стала графинею Пембрук), а також лорд Ґранвілл Левесон-Ґовер знали жінку, яка стала прототипом персонажу роману Коттен. На думку леді Луїзи, роман розповідав «захоплюючу історію», заради якого його варто прочитати. У тому ж році леді Луїза писала, що її дуже потішили «Спогади місіс Люсі Гатчінсон про її чоловіка» (англ. Mistress Lucy Hutchinson's Memoirs of her Husband) англійської письменниці та перекладачки Люсі Гатчінсон. Леді Луїза писала, що твір був «дуже добре написаний у найкращому стилі того часу», зазначивши, що той стиль їй подобався більше ніж сучасний.
Леді Луїза також щиро захоплювалась творами свого друга Вальтера Скотта. У серпні 1819 року вона писала йому, що його твори асоціюються в неї з «найприємнішою частиною» її життя, та пробуджують у неї багато почуттів, які вона навряд чи могла б пояснити. Для неї це були не просто книги, а — «листи, які ми зберігаємо, „приємні, але сумні для душі“». Вона додала, що вона не може відкрити жодної його книги «без тисячі спогадів, які з плином часу стають дорогоцінними, хоча часто й болючими». Водночас, вона пише, що його твори прикрасили багато годин її життя.
У 1819 році вона писала міс Луїзі Клінтон, що так і не змусила себе прочитати «Флоренс Макарті» (англ. Florence Macarthy) ірландської письменниці леді Морган: швидкий перегляд роману створив в неї враження, що леді та лорди у ньому були представлені у дуже вульгарному світлі, і вона не стала читати далі, і повернула книгу продавцю. Єдине, що вона змогла прочитати до кінця з творів леді Морган, зізнавалась вона Луїзі Клінтон, це — роман «О'Доннел» (англ. O`Donnell). Вона також критично поставилась до історичного оповідання «Мемуари двору королеви Єлизавети» (англ. Memoirs of the Court of Queen Elizabeth) англійської письменниці Люсі Ейкін. Зокрема, в неї «викликала огиду» «непереконлива романна мова» твору Ейкін, а також роздуми про те «що могло б трапитись, як би дечого не трапилось»: якби Томаса Говарда, герцога Норфолкського, не стратили, він би одружився з Марією Стюарт, або міг стати видатним генералом, другом Єлизавети, або опирався б реформації. Леді Луїза також читала англійського письменника, лікаря та священника Джорджа Крабба. У 1819 році вона писала Луїзі Клінтон про персонажів «Казок залу» (англ. Tales of the Hall), які їй сподобались: Люсі та Джейн, а також частково — Річард.
Леді Луїза критично оцінила «Казки» (англ. The Tales) письменниці Амелії Опі, написавши, що їй вони здались «великоваговими», і вона насилу змогла дочитати їх. Про «Меморіали; або значні речі, які відбулись на острові Великої Британії з 1638 по 1684 рік» (англ. Memorialls; or the considerable Things that fell out within the Island of Great Britain from 1638 to 1684) проповідника Роберта Ло, під редакцією Чарльза Шарпа, вона написала, що історії про відьом, що містяться у творі, показують, що в умовах переслідувань та жорстокості, у людини був невеликий вибір між сторонами.
Про «Мемуари — історію приватного життя, повернення та правління Наполеона в 1815 році» (фр. Mémoires pour servir à l’histoire de la vie privée, du retour, et du régne de Napoléon en 1815) Флері де Шабулона, вона написала, що вони ніби написані самим Бонопартом. На її думку, це твір давав уявлення про те, у чому Бонапарт хотів би переконати публіку. Вона пише, що хоча в останній частині книзі постійно говориться про свободу, на кожній сторінці проголошуються «бажаність та незамінність» абсолютного господаря. Відповідно до леді Луїзи, це демонструє «як люди можуть сперечатися, коли їм заманеться, що чорний і білий — це той самий колір, і наскільки правдоподібно можуть звучати їхні аргументи.»
Праці графа Кларендонського, який писав про повстання 17 століття та англійську громадянську війну, леді Луїза знаходила нудними, а його стиль — дуже багатослівним. «Він не володіє мистецтвом стислості, і вже точне не володіє сучасним благословенним талантом розпливчатості, коли на цілу сторінку розтягується те, що можна було б сказати в трьох рядках, кожне речення майстерно вивірене, тоді як половина слів у ньому нічого не додає до змісту, як варіації в музиці — до оригінальних нот мелодії», — писала вона. Водночас роботи кардинала Реца їй подобались. Вона також рекомендувала леді Луїзі Клінтон прочитати «Історія мого часу» (англ. Bishop Burnet's History of His Own Time) шотландського філософа, історика та єпископа Солсберійського Ґілберта Бернета, зазначивши, що письменники, які були свідками історичних подій, про які вони писали, мають особливу колоритність, а їхні роботи — «значно більше змушують розум працювати», і, таким чином, є набагато повчальнішими. Леді Луїза також рекомендувала прочитати «Поведінку союзників та останнього уряду на початку й в процесі нинішньої війни» (англ. The Conduct of the Allies and of the Late Ministry in Beginning and Carrying on the Present War) Джонатана Свіфта — есе, в якому йшлося про війну за іспанську спадщину. На її думку, Свіфт був набагато упередженіший та жорсткіший ніж Бернет.
У Лондоні леді Луїза відвідувала вистави. У жовтні 1778 року вона писала, що пішла на з матір'ю на виставу «Служниця млину» (англ. The Maid in the Mill), і, обидві «щиро втомились від неї» та що актори, Джордж Меттокс та Ізабелла Меттокс «нестерпно верещали». У листопаді 1778 року вона також побувала на виставах «Шляхів світу» та «Віндзорських насмішниць», зазначивши, що на них було дуже мало знайомих їй людей, особливо чоловіків. У червні 1784 року вона писала сестрі Керолайн, що побувала на «Дезертирі» (англ. The Deserter) — музикальній драмі Чарльза Дібдіна, і зазначила, що була доволі зачарована нею. У липні 1784 року вона писала, що відвідала оперну виставу «Приємний сюрприз» (англ. The Agreeable Surprise), написану Джоном О'Кіффі, та, яку вона назвала «страшенною нісенітницею», проте, яка «змушує сміятися більше, ніж уся дотепність світу». У листопаді 1784 року вона відвідала п'єсу, де грала відома тоді актриса Френсіс Абінґтон. У березні 1787 року Леді Луїза відвідала оперну виставу, яка повністю складалась з музики композитора Георга Генделя. Музика дуже їй сподобалась, але викликала в неї «таку меланхолію, наче це була глибока трагедія».

## Праці

### Біографічні нариси
- «Cпогади про Френсіс, леді Дуґлас» (англ. Memoire of Frances, Lady Douglas), 1985, за редакцією Джил Рубенстайн
- «Леді Луїза Стюарт: вибране з її рукописів» (англ. Lady Louisa Stuart: Selections from her Manuscripts), 1889, за редакцією Джеймса Г'юма
- «Деякі розповіді про Джона, герцога Арґайлського, та його родину» (англ. Some account of John, duke of Argyll and his family),1863, за редакцією Джеймса Г'юма
- «Вступні анекдоти» (англ. Introductory Anecdotes) до книги «Листи та праці леді Мері Вортлі-Монтегю»(англ. The Letters and Works of Lady Mary Wortley Montagu) у декількох виданнях

### Листування
- «Підбірка зі старого портфоліо (листування леді Луїзи Стюарт)» (англ. Gleanings from an Old Portfolio (Correspondence of Lady Louisa Stuart), 1895—1898, за редакцією Еліс Кларк, у трьох томах (т.1, т.2, т.3)
- «Листи леді Луїзи Стюарт до міс Луїзи Клінтон» (англ. Letters of Lady Louisa Stuart to Miss Louisa Clinton), 1901/1903 за редакцією Джеймса Г'юма у двох томах (т.1, т.2)
- «Листи леді Луїзи Стюарт» (англ. The Letters Of Lady  Louisa Stuart) 1926, за редакцією Джонсона Брімлі.